# Лесичово (община)
Община Лесичово се намира в Южна България и е една от съставните общини на Област Пазарджик.

## География

### Географско положение, граници, големина
Общината е разположена в западната част на Област Пазарджик. С площта си от 209,43 km2 заема 10-о място сред 12-те общини на областта, което съставлява 4,67% от територията на областта. Границите ѝ са следните:
- на североизток – община Панагюрище;
- на югоизток – община Пазарджик;
- на юг – община Септември;
- на северозапад – община Костенец и община Ихтиман, Софийска област.

### Природни ресурси

#### Релеф
Релефът на общината е ниско планински, хълмист и равнинен, като територията ѝ попада в пределите на планината Средна гора и Горнотракийската низина.
Община Лесичово има удължена форма от северозапад на югоизток и по цялото ѝ протежение протича част от долното течение на река Тополница. На югозапад от нейната долина, до границата с община Септември се простират крайните източни разклонения рида Еледжик (Ветрен) на Ихтиманска Средна гора. Западно от село Церово, в близост до нефункциониращата хижа „Еледжик“ се намира най-високата точка връх Новаковец (825 m).
Северно и североизточно от долината на реката, до границата с община Панагюрище в пределите на община Лесичово попадат най-крайните югозападни ниски части на Същинска Средна гора. Тук северозападно от село Боримечково се издига най-високата точка на общината – връх Букова могила (974 m).
Около 1/3 от територията на общината (на югоизток) се заема от крайните северозападни части на Горнотракийската низина. Тук югоизточно от село Памидово, в коритото на река Тополница се намира най-ниската ѝ точка от 230 m н.в.

#### Води
От северозапад на югоизток на протежение от около 25 – 26 km протича река Тополница (ляв приток на Марица) с част от долното си течение. В нея отляво, от Същинска Средна гора и отдясно, от Ихтиманска Средна гора се вливат множество малки и къси реки, най-голяма от които е река Яворница (десен), вливаща се в нея източно от село Церово.

#### Земеделски фонд
Във всички етапи на развитие селското стопанство е заемало водещо място в общинската икономика, осигурявало е основната част от доходите на населението и най-голяма заетост на трудоспособното население. Селскостопанските площи на територията на общината са 125 374 дка. От тях обработваеми са 78 500 дка.

## Население

### Етнически състав
Преброяване на населението през 2011 г.
Численост и дял на етническите групи според преброяването на населението през 2011 г., по населени места (подредени по численост на населението):
| Населено място | Численост | Численост | Численост | Численост | Численост | Численост           | Численост     | Населено място | Дял (в %) | Дял (в %) | Дял (в %) | Дял (в %) | Дял (в %)           | Дял (в %)     |
| Населено място | Общо      | Българи   | Турци     | Цигани    | Други     | Не се самоопределят | Не отговорили | Населено място | Българи   | Турци     | Цигани    | Други     | Не се самоопределят | Не отговорили |
| Общо           | 5408      | 4085      | 130       | 809       | 16        | 30                  | 338           | 100.00         | 75.54     | 2.40      | 14.96     | 0.30      | 0.55                | 6.25          |
| -------------- | --------- | --------- | --------- | --------- | --------- | ------------------- | ------------- | -------------- | --------- | --------- | --------- | --------- | ------------------- | ------------- |
| Динката        | 1164      | 668       |           | 360       |           | 12                  | 120           | Динката        | 57.38     |           | 30.92     |           | 1.03                | 10.30         |
| Калугерово     | 1164      | 1099      |           | 20        |           | 3                   | 41            | Калугерово     | 94.41     |           | 1.71      |           | 0.25                | 3.52          |
| Церово         | 911       | 734       |           | 86        | 7         |                     | 78            | Церово         | 80.57     |           | 9.44      | 0.76      |                     | 8.56          |
| Лесичово       | 828       | 768       |           | 12        |           | 8                   | 35            | Лесичово       | 92.75     |           | 1.44      |           | 0.96                | 4.22          |
| Боримечково    | 569       | 128       | 120       | 264       |           |                     | 56            | Боримечково    | 22.49     | 21.08     | 46.39     |           |                     | 0.98          |
| Щърково        | 394       | 385       | 5         | 0         | 0         | 0                   | 4             | Щърково        | 97.71     | 1.26      | 0.00      | 0.00      | 0.00                | 1.01          |
| Памидово       | 378       | 303       |           | 67        | 3         |                     | 4             | Памидово       | 80.15     |           | 17.72     | 0.79      |                     | 1.05          |

### Населени места
Общината има 7 населени места с общо население от 4695 жители към 7 септември 2021 г.
| Населено място | Население (2021 г.) | Площ на землището km2 | Забележка (старо име) | Населено място | Население (2021 г.) | Площ на землището km2 | Забележка (старо име)           |
| -------------- | ------------------- | --------------------- | --------------------- | -------------- | ------------------- | --------------------- | ------------------------------- |
| Боримечково    | 492                 | 31,622                | Юруците               | Памидово       | 335                 | 11,753                | Шахларе, Царско                 |
| Динката        | 1080                | 13,708                |                       | Церово         | 819                 | 38,494                |                                 |
| Калугерово     | 1047                | 32,472                | Сребрино              | Щърково        | 266                 | 21,918                |                                 |
| Лесичово       | 656                 | 59,463                |                       | ОБЩО           | 4695                | 209,430               | няма населени места без землища |

## Административно-териториални промени
- МЗ № 2820/обн. 14.08.1934 г. – преименува с. Шахларе на с. Царско;
- МЗ № 3775/обн. 07.12.1934 г. – преименува с. Юруците на с. Боримечково;
- МЗ № 3530/обн. 17.09.1947 г. – преименува с. Царско на с. Памидово;
- Указ № 72/обн. 19.02.1952 г. – преименува с. Калугерово на с. Сребрино;
- Указ № 174/обн. 15.03.1968 г. – възстановява старото име на с. Сребрино на с. Калугерово;
- Указ № 2932/обн. 30.09.1983 г. – отделя селата Боримечково, Калугерово, Лесичово, Памидово и Церово и техните землища от Община Септември и селата Динката и Щърково и техните землища от община Пазарджик и ги включва в новосъздадената Община Лесичово с административен център с. Лесичово.

## Транспорт
През общината преминават частично 3 пътя от Републиканската пътна мрежа на България с обща дължина 54,1 km:
- участък от 21,3 km от автомагистрала Тракия (от km 65,3 до km 86,6);
- участък от 25,2 km от Републикански път III-803 (от km 22,8 до km 48,0);
- последният участък от 7,6 km от Републикански път III-8402 (от km 26,3 до km 33,9).

## Топографска карта
- Лист от карта K-34-60. Мащаб: 1 : 100 000.
- Лист от карта K-35-49. Мащаб: 1 : 100 000.
- Лист от карта K-35-61. Мащаб: 1 : 100 000.